# Otto Brunfels
Otto Brunfels, también conocido como Brunsfels o Braunfels (cerca de Maguncia, Alemania; 1488-Berna, Suiza; 23 de diciembre de 1534), fue un teólogo, humanista, médico y botánico alemán.
Carlos Linneo lo consideraba uno de los «padres de la botánica».

## Biografía

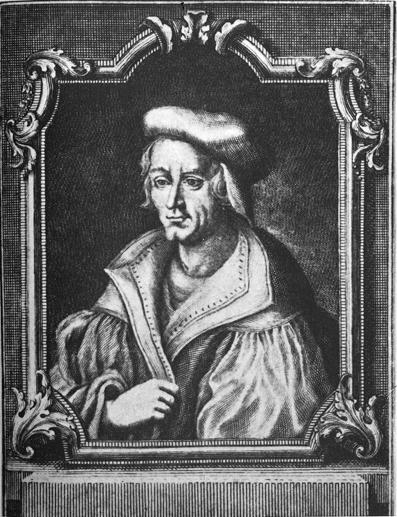
Otto Brunfels

Después de estudiar teología y filosofía en la Universidad de Maguncia, Brunfels ingresó en un monasterio cartujo en Maguncia y más tarde se desplazó a otro monasterio cartujo en Königshofen, cerca de Estrasburgo. En Estrasburgo estableció contacto con un veterano abogado, Nikolaus Gerbel (se encontraron en persona en 1519). Gerbel dirigió la atención de Brunfels hacia los poderes curativos de las plantas y por tanto impulsó sus posteriores investigaciones botánicas.
Luego de su conversión al protestantismo (fue apoyado por Franz von Sickingen y Ulrich von Hutten), ante la insistencia del dean de Fráncfort Johann Indagine, Brunfels se convirtió en ministro en Steinau an der Straße (1521) y luego de Núremberg y Rin. Después sirvió durante ocho años como cabeza del colegio carmelita en Estrasburgo.
En la lista de las más importantes obras heréticas publicadas por orden del Emperador por la Universidad de Lovaina en 1550), Brunfels fue colocado en primer lugar.
En uno de sus trabajos defendió a Ulrich von Hutten contra Erasmo de Róterdam y publicó los manuscritos heréticos de Jan Hus. El libro Catalogi virorum illustrium, escrito por Brunfel en 1527 es considerado el primer libro en la historia de la Iglesia evangélica.
Luego de que su amigo Ulrich von Hutten falleciera en (1523), sus visiones religiosas se vieron centradas en una controversia con Martín Lutero y Ulrich Zwingli. Luego comenzó su estudio de la medicina en la Universidad de Basilea (1530).
En 1532 empezó a trabajar como médico en Berna, donde se quedó hasta el final de su vida.
Tras sus numerosos trabajos teológicos, Brunfels publicó tratados en pedagogía, Lengua Árabe, farmacéutica y botánica. Es correctamente llamado el padre de la botánica, porque, en sus escritos de botánica, no tomó mucho en cuenta a los autores antiguos.

## El botánico

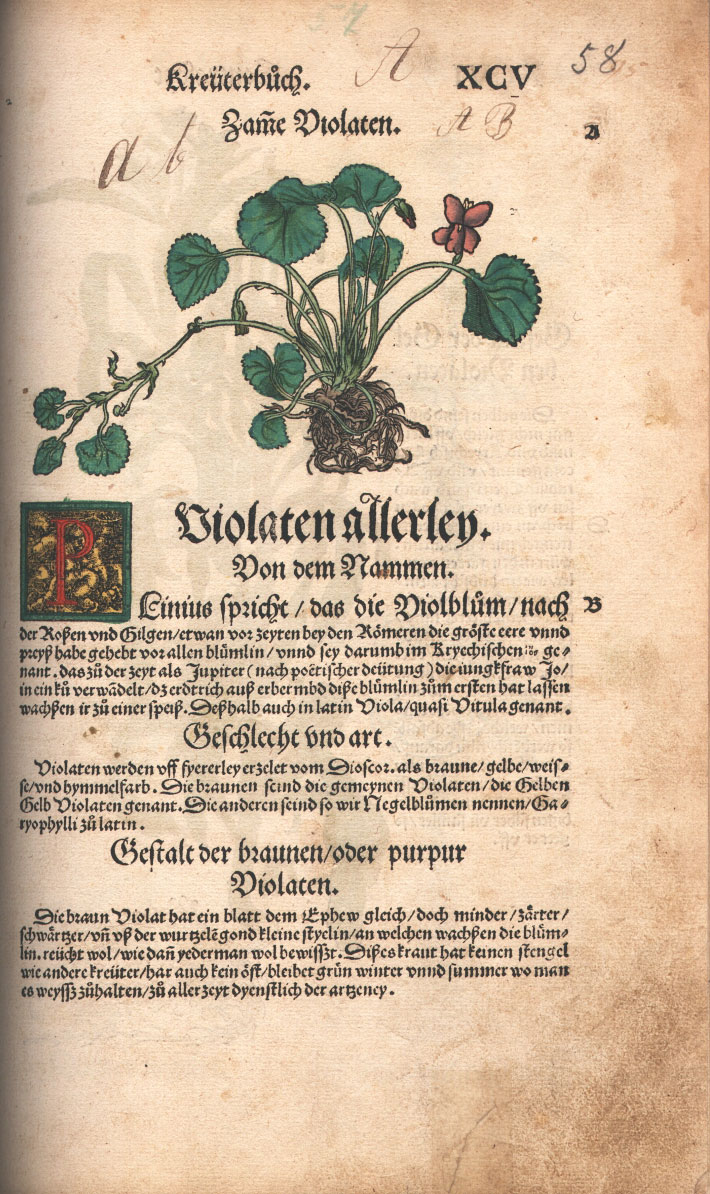
Contrafayt Kreüterbuch.

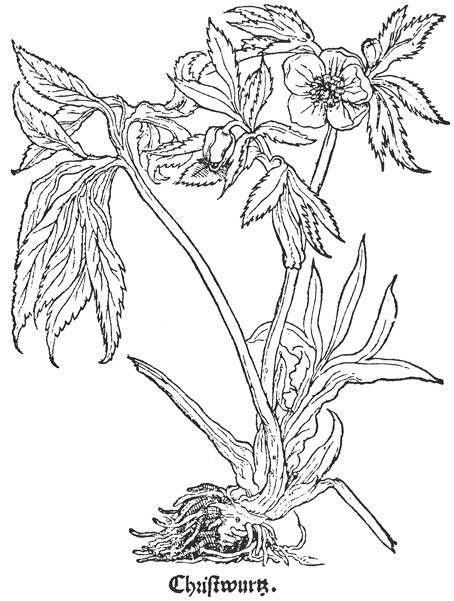
El Helloborus niger recogido del Herbarium vivae eicones,

Sus trabajos de botánica constituyeron un progreso real en comparación con obras anteriores. Las ilustraciones eran realistas y ya no una copia servil de las obras antiguas, como se había hecho hasta entonces; las plantas se dibujan a partir de modelos y con sus defectos, como, por ejemplo, una hoja comida en parte por un insecto. Su Herbarum vivae eicones, que apareció en tres ediciones de 1530, 1532 y 1536, en Estrasburgo, fue ilustrada por Hans Weiditz (probablemente un alumno de Albrecht Dürer). Las plantas están representadas de manera realista, incluso con sus defectos. La primera edición trató con 135 especies, mientras que la última contó con 260 especies. Los textos están inspirados en las obras de Dioscórides.
En estas obras el interés y la justeza de las ilustraciones son mejores que los textos. Brunfels, que se apoyó en el saber de autores italianos, no entendió la cuestión de la distribución geográfica de las especies: así, intentó encontrar las plantas mediterráneas descritas por Dioscórides en la región de Estrasburgo.
Linneo lo definió como «padre de la botánica moderna» y le dedicó un género botánico de solanáceas, llamándolo Brunfelsia.

## Obras
- 1519: De corrigendis studiis severioribus praeceptiunculae breves, Estrasburgo, Johann Schott;
- 1519: Aphorismi institutionis puerorum, Estrasburgo, Johann Schott;
- 1520: Confutatio sophistices et questionum curiosarum, Sélestat, Schürer;
- 152? : Annotaciones, sive lectiones aliquot Hebraicae, in diversa loca veteris Instrumenti, Bodl. ms 111
- 1523: Verbum Dei multo magis expedit audire quam missam. Christus in parabolis quare locutus sit. Evangeliorum ratio et authoritas, Estrasburgo, Johann Schott;
- 1523: Pro Ulricho Hutteno defuncto ad Erasmi Roter. Spongiam Responsio, Estrasburgo, Johann Schott;
- 1523: Von dem evangelischen Anstoss. Wie, und in was Gestalt das Wort Gottes uffrür mache, Estrasburgo, Johann Schott;
- 1523: Othonis Brvnfelsii Pro Vlricho Hutteno defuncto ad Erasmi Roter. Spongiam Responsio;
- 1523 (o 1524):Processus consistorialis Martyrii Io. Huss (1524); edición alemana: Geistl. Bluthandel Iohannis Hussz zu Constenz;
- 1523: Herbarium vivae eicones, 3 vols. (1530-1536)
- 1524: De ratione decimarum propositiones, Estrasburgo, Johann Schott;
- 1524: Von dem Pfaffen Zehenden hundert und zwen und fyertzig Schlussreden, Estrasburgo, Johann Schott;
- 1524: Ad principes et Christianos omnes ut Rhodiorum atque aliorum qui a Turca devastantur Christianorum afflictionibus succurratur, docta et charitatis plena oratio.
- 1527: Catalogi virorum illustrium veteris et novi testamenti;
- 1529: Catechesis puerorum in fide, in literis et in moribus;
- 1530: Catalogus illustrium medicorum seu de primis medicinae scriptoribus;
- 1531: Novi Herbarii. Tomo II. Apodixis Germanica. Johannes Schott, s. l.;
- 1533: Iatron medicamentorum simplicium;
- 1532-1537: Contrafayt Kreüterbuch (mit naturgetreuen Abb. v. Hans Weiditz), 2 vols.;
- 1534: Onomastikon medicinae :... ex optimis, probatissimis, & vetustissimis autoribus, cum Graecis, tum Latinis, opus recens, nuper multa lectione Othonis Brunfelsij ... congesta ... dediderunt ; Praescriptis Operi Tabulis nominum anatomie & egritudinum totius corporis humani, Estrasburgo, Johann Schott;
- 1540: Epitome medices, summam totius medicinae complectens;
- 1543: In Dioscoridis historiam plantarum certissima adaptatio.
- 1552: Von allerhandt apotheckischen Confectionen, Lattwergen, Oel, Pillulen, Träncken, Trociscen, Zucker scheiblein, Salben unnd Pflastern etc : wie, wenn und warzu man jeses brauchen soll / ein kurtzer Bericht D. Otthonis Brunnfelsij. Gülfferich, Franckfurt a.M 1552

## Honores

### Epónimos
Género de plantas
- (Solanaceae) Brunfelsia L. 1753[1]

Especies
- (Crassulaceae) Sedum brunfelsii Boreau[2]
- La abreviatura «Brunfels» se emplea para indicar a Otto Brunfels como autoridad en la descripción y clasificación científica de los vegetales.[3]